# Corrado Carattoni
Corrado Carattoni (...) è un generale sammarinese, comandante della Forze armate e di polizia sammarinesi.

## Biografia
Si è arruolato nella Guardia del Consiglio nel 1970. Divenutone comandante con i gradi di capitano, ha raggiunto il posto di ispettore generale delle milizie come colonnello. Il 17 ottobre 2022 il Consiglio Grande e Generale lo ha scelto come successore di Leonardo Maria Lonfernini, generale delle milizie sammarinesi dimessosi il 5 settembre.